# 松尾伴内
松尾 伴内（まつお ばんない、1963年5月3日 - ）は、日本のお笑いタレント、レポーター。本名、松尾 憲造（まつお けんぞう）。
長崎県大村市生まれ、東京都目黒区育ち。新潟県新潟市在住。血液型A型。株式会社TAP所属。東京都立桜町高等学校卒業。
妻は女優の栗林知美。2005年に双子の男児が誕生。
　　　　

## 来歴・人物
漫才ブームで人気芸人となったビートたけしに着目し、弟子入りするためにニッポン放送の通用口付近で出待ちをした。しかし、人見知りである松尾は声を掛けるきっかけが掴めず、『ビートたけしのオールナイトニッポン』収録後のたけしをただ見送ることが続いた。松尾の存在に気付いた高田文夫は、たけしに「タケちゃん、あいつ（松尾の事）ヤバイよ」と警告していたという。1982年1月28日深夜、松尾が切迫した表情でたけしに近づき（たけし曰く「刺されると思った」）、その後たけしに弟子入りを志願し3番弟子となる。なお、出待ち時に土下座をしたのは当時唯一の弟子だったそのまんま東にであり、顔を上げて人違いに気付き、その後改めてたけしに弟子入り志願した（本人を前にすると緊張で土下座できず、頭を下げたままだった）。東は「あいつが駆けて来たら盾になれ、あいつは刺すぞ」と聞かされていたという。たけしはこの勘違いの面白さもあり、東とともに松尾を飲み屋に引き連れ、結果的にこれが、弟子を増やしていく「たけし軍団」結成へのきっかけとなった。なお、たけしはこの時高校3年生だった松尾に最初に語り掛けた言葉は「お前、女房、子供には言ってきたのか」だった。
入門当時の芸名は本名の『松尾憲造』だったが、1984年の一斉改名の際に現在の芸名に改名した。1982年、たけしの内弟子時代に「刑事ヨロシク」で出前持ち役としてデビュー。
近年は、師匠のたけしよりも明石家さんまや小堺一機との仕事が多い。一時期、外部修行としてさんまの付き人を務めていたこともある。また小堺とは1991年より年に1回、小堺主演の舞台『小堺クンのおすましでSHOW』で共演。2017年のファイナル公演までで約26年にわたり出演し、同公演で最も古株のキャストであった。なおオフィス北野のお家騒動の際は、さんまが所属する吉本興業や小堺が所属する浅井企画へ移籍せず、たけし軍団に残留している。
ベテランであるにもかかわらず「まだ若手ですから」と言うのがお約束となっている。
『痛快!明石家電視台』では度々乙女チックな衣装で登場し、さんまからの「松ちゃん、それ女モンやろ?」というツッコミに対して「男女兼用でございます」などと答えるのもお約束のネタとなっている。他にもさんまから「それ七分袖?」と尋ねられた際は「5.5分袖でございます」と返答するパターンも存在する。
くりぃむしちゅーの上田晋也とはお互いに似ているのがネタにされることがある。
礼儀正しい性格だが、たまにタメ口をきいてしまい怒られたことがあったという。師匠のビートたけしに食事に誘われた際、「○○食べたいか?」と聞かれ「ああ」と返答し、たけしにこっぴどく怒られた経験を持つ。
妻の栗林とは、『明石家サンタの史上最大のクリスマスプレゼントショー』での共演（栗林はイメージガールとして出演していた）で知り合い、松尾が散々栗林にアタックをし続けていた。結婚は、松尾が栗林とデートの約束をしていたが彼女は忘れており、松尾が10時間近く同じ場所で待ち続け、それを知った栗林が結婚を申し入れたといわれている。たけし曰く「よく松尾なんかと結婚する気になったなあ、あいつは家に最初に彼女を連れてきて都はるみのビデオをいっしょに見せられるんだぜ。結婚なんて一生できないとおもってたよ。」。妻が出産後に育児のために地元新潟市に帰郷したため、伴内も新潟市内に家を建てて同地で生活している。
タレントで元宮崎県知事のそのまんま東とアパートで同居していた頃、自分の持ち物を押入れにしまい込み、扉の襖に外から鍵をかけていた（東に無断で使われるのを防ぐため）。
若白髪であることを気にしており、毛染めを欠かさない。『ビートたけしのオールナイトニッポン』では、たけしから「ビゲンの鬼」などと呼ばれ、色の選定に失敗したことなどを突っ込まれていた。
松尾の芸能生活10周年に本人が作詞作曲を行い、自費出版で演歌のCDを出したが、それを知ったたけしから「そんなことをするより、お笑いをやれ」と怒られ、ビンタの鉄拳制裁を喰らっている。
芸能界リアクション芸人四天王のひとりと言われている。
周囲から車の運転が慎重過ぎると言われており、高速道路での低速走行を警察に注意された事がある。
『オレたちひょうきん族』の「ひょうきんベストテン」では、片岡鶴太郎が小林旭のものまねの時に曲に関係なく「渡り鳥シリーズ」のパロデイをする時には宍戸錠のものまねをし、高倉健の「時代おくれの酒場」がランクインした時には高倉のものまねをし、いつも鶴太郎やチンピラ役の役者に派手に屋台崩しをさせられたり、熱いおでんを口に入れられるのがパターンになっていた。

## メディア出演

### テレビ

#### 現在のレギュラー
- 開運!なんでも鑑定団（テレビ東京） - 「出張なんでも鑑定団」司会進行
- 痛快!明石家電視台（毎日放送）
- まるどりっ!（新潟テレビ21） - 月に一回ほど
- しぇいく.はんど（JCNチャンネル）

#### 特番
- 明石家サンタの史上最大のクリスマスプレゼントショー（フジテレビ）毎年12月24日深夜放送。
- 朝までたけし軍団（テレビ朝日）
- ビートたけしの絶対見ちゃいけないTV（TBS）

#### 過去のレギュラー
- オレたちひょうきん族（フジテレビ）
- スーパージョッキー（日本テレビ）
- タモリ・たけし・さんまBIG3 世紀のゴルフマッチ（フジテレビ、 1991年・1994年のナレーター）
- さんま・一機のイッチョカミでやんす（日本テレビ）
- G1グルーパー（TOKYO FM）
- 明石家さんちゃんねる（TBS）

### テレビドラマ
- 刑事ヨロシク（1982年、TBS） - 出前持ち 役（松尾憲造名義）
- ビートたけしの学問ノススメ（1984年、TBS） - 御手洗六助 役
- "月蝕の館"殺人事件（1996年、ANB） - 楠刑事 役
- 駅弁刑事・神保徳之助 旅情みちのく殺人紀行（2007年、TBS） - 宮本修刑事 役
- 好好!キョンシーガール〜東京電視台戦記〜 第1話（2012年、テレビ東京） - 本人役
- 特命おばさん検事! 花村絢乃の事件ファイル（2017年、テレビ東京） - 芝原康之 役
- 家政夫のミタゾノ 第6シリーズ 第6話（2023年11月14日、テレビ朝日） - 商店街の福引係員 役[13]
- 〜if〜警視庁捜査一課 剣木善治（2024年1月8日 ‐ 、BSフジ） - 棚山法明 役[14]

### CM
- クレアラシル（P&G）- 森尾由美と共演

### ラジオ

#### 過去のレギュラー
- モアモア爆笑新鮮組（1991年7月6日 - 1993年4月3日 、ニッポン放送)

### 舞台
- 小堺クンのおすましでSHOW（1991年 - 2017年）
- 明石家さんまプロデュース 今回もコントだけ（1992年 - ）
- 七人ぐらいの兵士（2000年）
- ミュージカル「絆 －少年よ、大紙を抱け！－」（2010年11月18日 - 2010年11月23日、新国立劇場・中劇場）
- ミュージカル「絆 2011 －少年よ、大紙を抱け！－」（2011年10月20日 - 2011年10月25日、新国立劇場・中劇場） - 鍋島学 役
- たけし軍団40周年記念舞台『ウスバカゲロウな男たち』（2023年3月、シアターサンモール]）[15]

### 映画
- 桜田門外ノ変（2010年10月16日公開、東映）

### Vシネマ
- マフィア VS アマゾネス軍団（2010年） - ゲンちゃん(ホームレス)
- 実録マフィアンヤクザ シリーズ（2011年・2013年）
  - 実録マフィアンヤクザII DIRTYCONNECTION（2011年） - オブチ(泥棒)
  - 実録マフィアンヤクザⅤ MONEYTRAPPING（2013年） - 盗み聞きのヨロズ(情報屋)
  - 実録マフィアンヤクザⅥ UNDERWORLD（2013年） - 加賀美ミネラル被害者
  - 実録マフィアンヤクザⅦ GROUNDDOCUMENT（2013年） - ブティック カンヌ(情報屋)
- ピストル楊（2012年） - 台湾人マフィア

### その他
- Let's天才てれびくん （ぴぱざえもん）

## ディスコグラフィ

### 8cm CDシングル
- 別れ雪（1993年9月 EMIミュージック・ジャパン）
- 悲しみ花（1992年自費制作 BANNAIレコード BANNAI-001）